# Melon du Quercy
Le melon du Quercy est un melon brodé (Cucumis melo 'reticulatus') - cultivé dans l'ancienne province du Quercy - qui bénéficie d'une indication géographique protégée (IGP).

## Historique
Au début du XXe siècle, le melon cultivé dans le Quercy est cultivé pour la consommation locale. Dans les années 1930, les surfaces cultivées augmentent et permettent au melon d’apparaître sur les marchés de plein vent. La production connaît un essor dans les années 1960 sous l'impulsion de quelques agriculteurs. En 1994, les producteurs créent l'association des producteurs de melons de Quercy et l'association promotionnelle des melons de Quercy. En 1996, les deux associations s'associent pour créer le Syndicat interprofessionnel du melon du Quercy. En 1996, le melon du Quercy obtient le statut CCP (Certification de conformité produit) puis obtient l'IGP (Indication Géographique Protégée) le 24 juin 2004,.

### Fête du melon
La fête du melon du Quercy se déroule dans le village de Belfort-du-Quercy (Lot) et se déroule chaque année le 15 août depuis 1991. Elle rassemble 2 500 personnes, à comparer aux 508 habitants de la commune.

## Aire géographique et facteur pédoclimatique

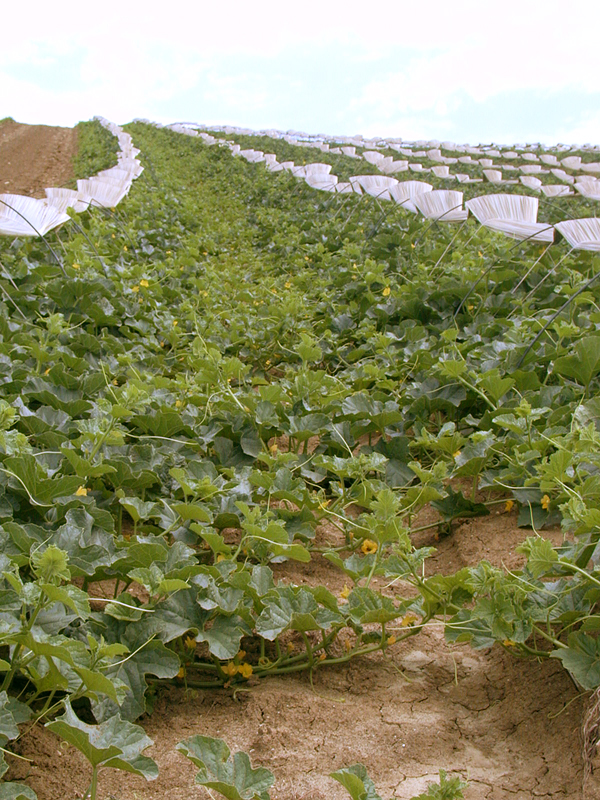
Champ de melons durant la floraison

Le melon du Quercy se cultive dans l'ancienne province du Quercy qui s'étend sur le sud du Lot, le nord du Tarn-et-Garonne et une petite partie Est du Lot-et-Garonne.
Le requis pour cette culture est de nature argilo-calcaire, elle est caractérisée par sa structure équilibrée et bien aérée ce qui permet une circulation optimale de l'eau et donc une croissance des plantes régulières. La présence d'argile dans un sol favorise aussi la rétention de la potasse et limite le stress hydrique.
Le climat du Lot — et donc du Quercy — est particulier car il est irrégulier, il présente des influences méditerranéenne et océanique. ce qui a pour conséquence d'optimiser le nombre de fruits par pied et donc d'augmenter la qualité des fruits. En été, le climat est sous dominance méditerranéenne (chaud et sec), cela a tendance à favoriser la maturation des fruits.

## Production
Une centaine de producteurs produisent du Melon du Quercy sur cette aire géographique. 4 entreprises de conditionnement agréent, trient, emballent et commercialisent les melons. Ils sont regroupés au sein du Syndicat Interprofessionnel du melon du Quercy qui les habilite en IGP Melon du Quercy. Chaque année, près de 12 000 tonnes sont produites sur une zone géographique de 500 ha avec soit un rendement moyen de 20 tonnes/hectare, la superficie moyenne d'une exploitation est de 2,7 ha,.

### Variété

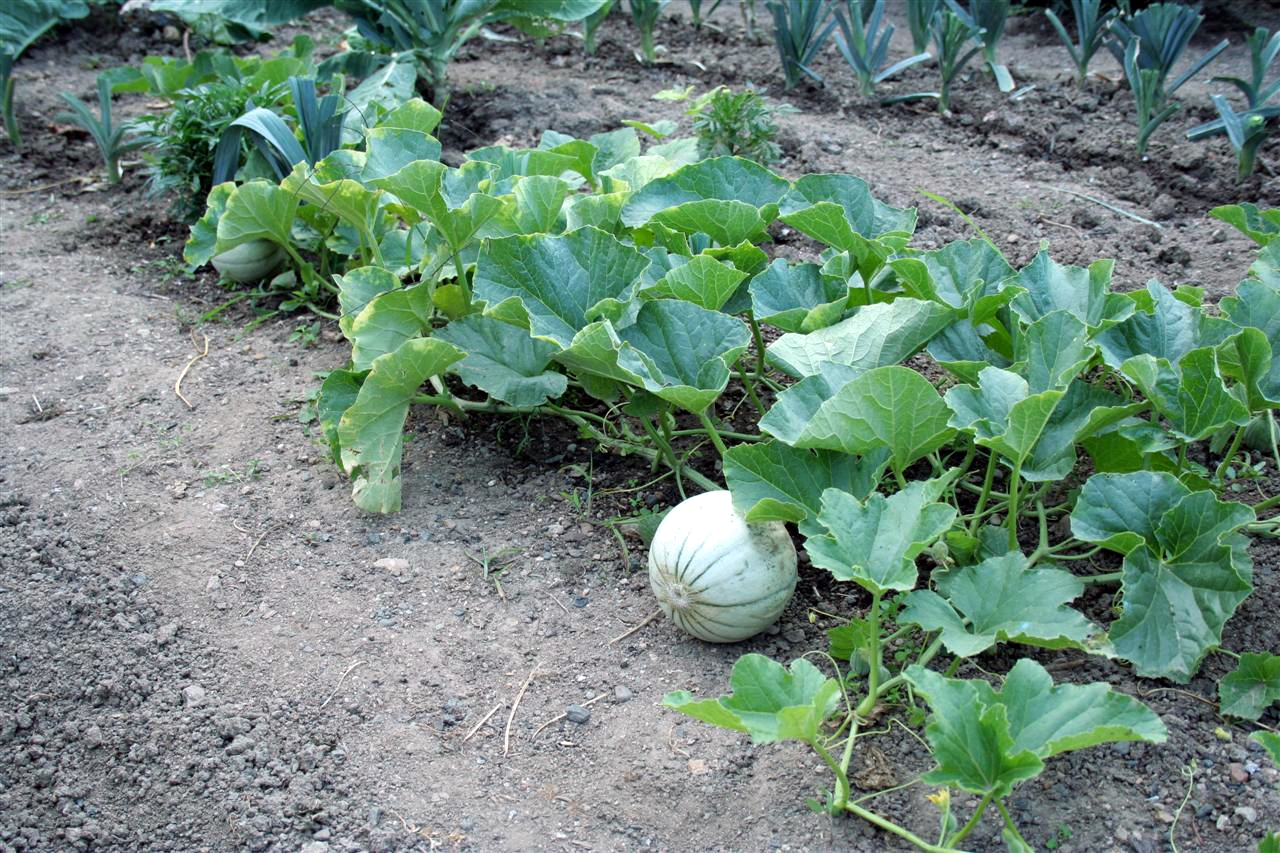
Plant de Melon

Le melon du Quercy est issu de variétés type charentais dont l'écorce est lisse, bordée et présente des sillons plus ou moins marqués. Il est obtenu à partir de sélection du catalogue CTPS (Comité technique permanent de la sélection des plantes cultivées) ou du catalogue européen. La sélection de variété se déroule chaque année et elle est effectuée par la commission technique du groupement qui choisit les variétés. La première procédure de sélection est effectuée par des centres nationaux et régionaux. Elle se déroule sur plusieurs années, des dégustations sont organisées par la suite pour sélectionner les melons avec les meilleures qualités gustatives,.

### Culture
Les melons sont plantés uniquement sur un sol argilo-calcaire et dans la zone IGP. Sa culture peut se faire en semis direct ou par plantations de mottes. Pour les cultures précoces, la couverture de plantation est autorisée. L'irrigation est faite via des systèmes de goutte-à-goutte et aspersion. Le traitement phytosanitaire est dit raisonné.

### Récolte

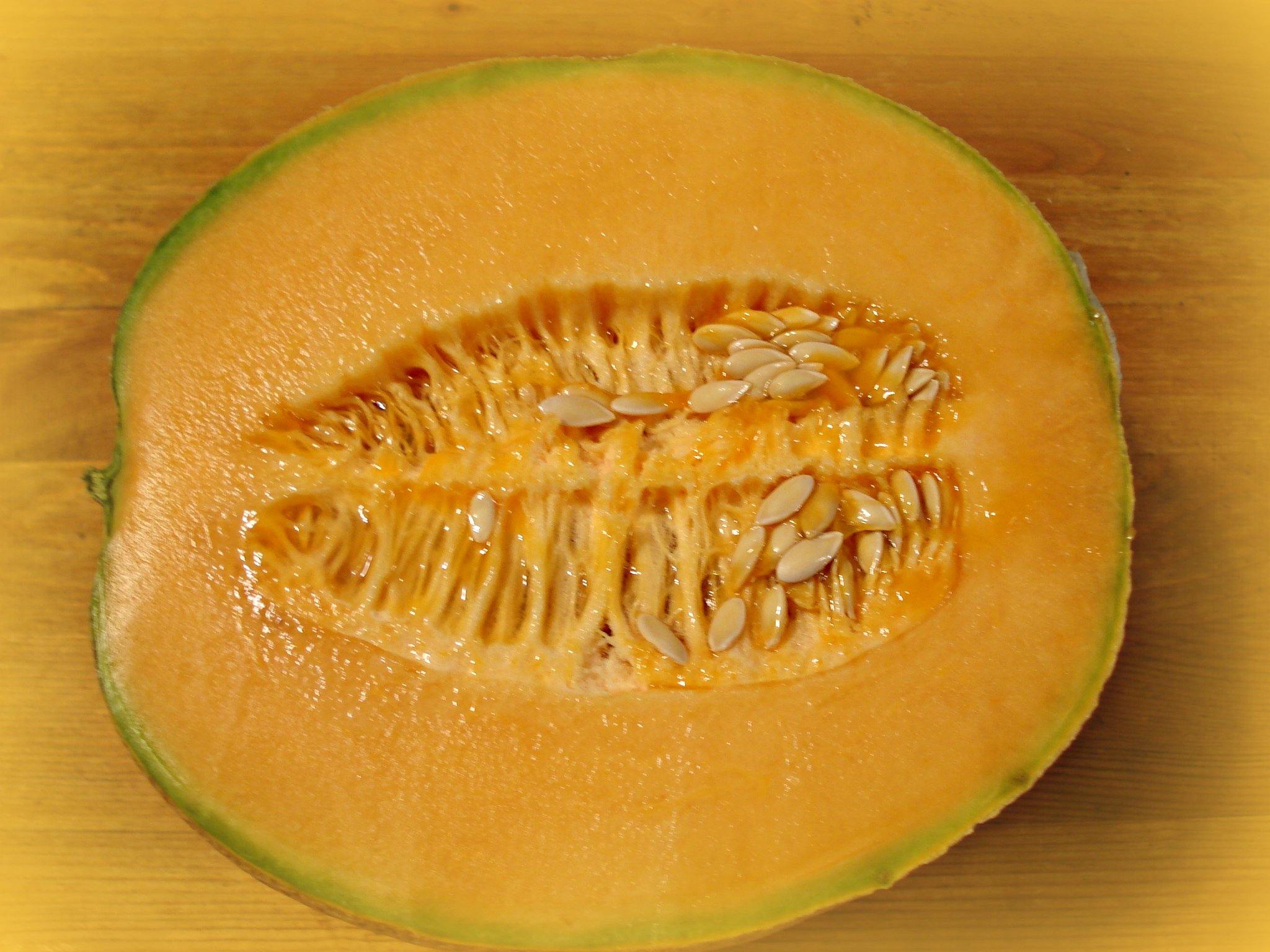
Melon du Quercy à maturité

La récolte et toujours faite le matin quand le melon est à maturité optimale pour avoir un melon de qualité. Les melons sont donc cueillis à maturité selon trois critères : le séchage ou jaunissement de la feuille et de la vrille la plus proche du fruit ; les cernes huileux ou légères craquelures à l'attache pédonculaire et virement de la couleur de l'écorce.
Les melons doivent aussi avoir un indice réfractométrique de 11 °B (degrés Brix) minimum (teneur en sucre) pour avoir le label IGP,.

### Stockage
Les melons sont conservés dans un frigo de 8 à 12 °C ou à température ambiante, ils sont en local isolé si la température extérieure est inférieure à 22 °C.

## Conditionnement
Les melons sont conditionnés dans les trois stations de conditionnement qui se trouvent à Moissac, Montpezat-de-Quercy et Fontanes. À l’arrivée des melons, un contrôle manuel et un calibrage sont effectués pour retirer les melons qui ne correspondent pas aux critères. Le melon est ensuite conditionné sur des alvéoles ou des mouchoirs et chaque melon est identifié individuellement à l'aide d'une étiquette (melon du Quercy). Chaque plateau est également identifié IGP Melon du Quercy. Ce tri systématique permet le contrôle et la traçabilité du Melon du Quercy.

## Mise en marché

### Condition de mise en marché

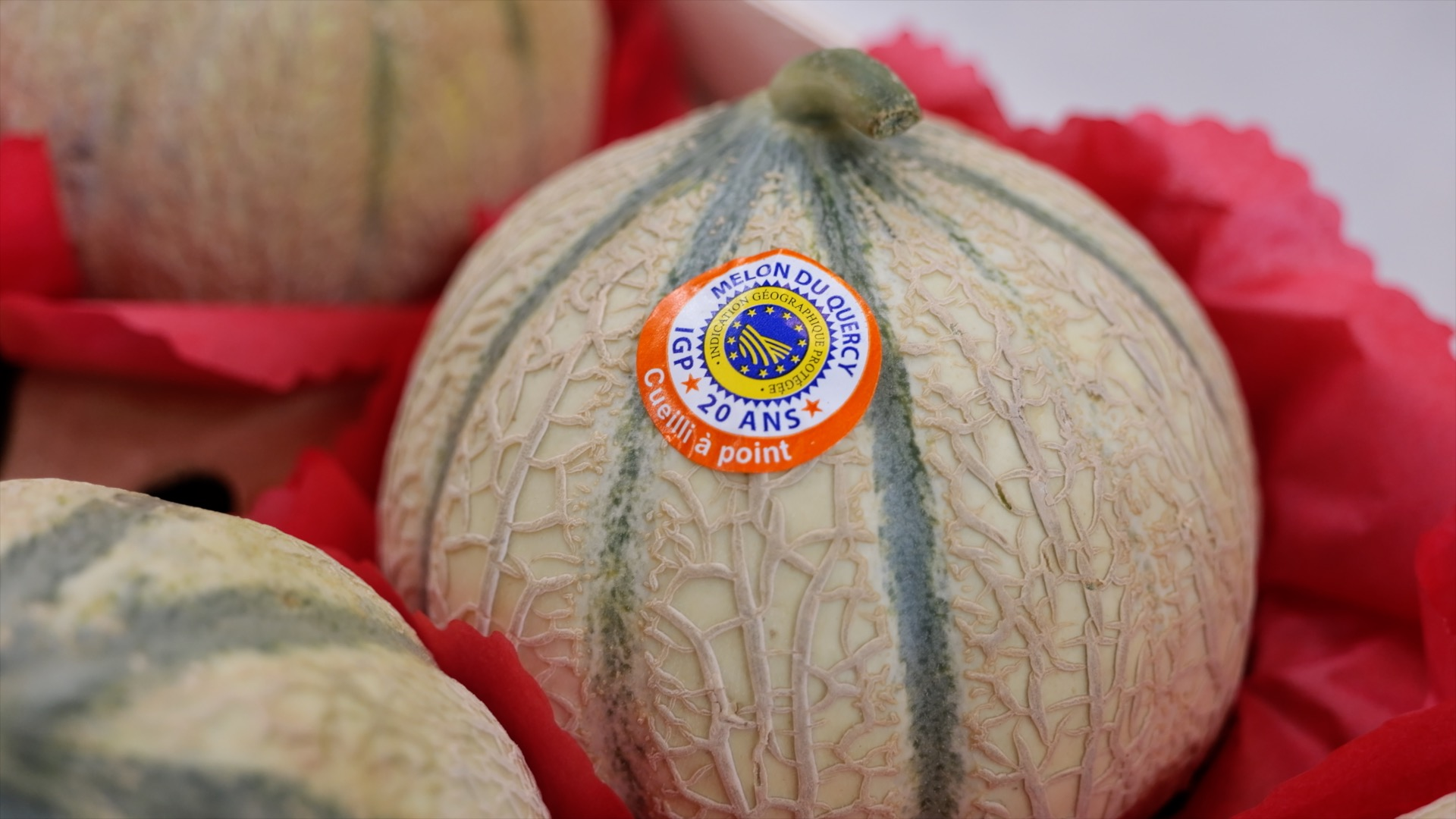
Melon du Quercy étiqueté

Afin de répondre au cahier des charges, la mise en marché du melon doit être effectuée six jours ouvrés maximum après la récolte, son poids doit être supérieur ou égal à 450 g et présenter un pédoncule inférieur à 2 cm. En plus de cela le poids du plus gros melon ne peut excéder plus de 30 % du poids du plus petit. L'écorce du melon doit être de couleur : vert, gris, tournant, jaune et les melons doivent être sensiblement de même état.

### Acteurs de la filière
Les producteurs de Melon du Quercy sont regroupés au sein du Syndicat Interprofessionnel du Melon du Quercy. Les melons sont commercialisés par 4 grandes stations fruitières, Planavegne SA à Fontanes, La Pinède à Belfort du Quercy, Mourgues Fruits  et Boyer SAS à Moissac .

#### Aide à la filière
Le Melon du Quercy a de nombreux partenaires qui aident pour le financement et la promotion : le Conseil départemental et Irqualim pour la promotion, le Crédit agricole par des avances sur récolte, Groupama et le conseil régional. En juillet 2005, 620 000 € ont été investis dans le Melon du Quercy dont250 000 € de la région.

#### Concurrents
Le melon du Quercy a beaucoup de concurrence ; un des principaux concurrents du melon du Quercy est le melon de Cavaillon qui détient la suprématie sur le marché. Les producteurs français cultivant des melons en Espagne ou au Maroc représentent également une grosse concurrence du fait de leurs prix de vente faibles,.

### Un marché en perte de vitesse
Depuis quelques années le marché du Melon du Quercy est en perte de vitesse car la grande distribution souhaite mettre en avant les marques distributeurs. Pour contrer cela les producteurs se diversifient et favorisent la vente par circuit court.

### Stratégies
La forte concurrence sur le marché du melon oblige le Syndicat interprofessionnel du melon du Quercy à adopter une stratégie qui vise la consommation locale. Son but est de mettre à la disposition et de fournir un melon de qualité tout en favorisant le maintien de cette production ancestrale au sein des diverses exploitations,.

## Consommation de melons en France
Le melon fait partie des légumes les plus consommés en France, la production de melon se situe autour de 290 000 t et un ménage consomme 6,22 kg de melon par an,. Le melon le plus consommé en France est le melon de type charentais.

### Circuits
La France est placée no 3 dans la production européenne, cette production est répartie dans trois grands bassins de productions traditionnelles (le bassin du sud-est, le bassin centre-ouest et le bassin sud-ouest). Plusieurs grossistes sont situés dans le Quercy et assurent la commercialisation auprès des grandes et moyennes surfaces dans toute la France. Les melonniers bénéficient des contrôles de QUALISUD (organisme certificateur indépendant et agréé) à tous les stades de la filière, plusieurs agricultures en profitent pour effectuer de la vente directe, ce type de marché permet aux agriculteurs de maîtriser leurs propres prix et d’étaler plus rapidement leurs produits, ainsi ils ne dépendent pas des prix qu'imposent les stations de conditionnement et grossistes,.

### Saison
Connu comme fruit d'été, les mois de production du melon du Quercy sont juin, juillet, août, septembre et octobre.

### Prix du melon
Considéré comme melon haut de gamme, le melon du Quercy est vendu entre 10 et 15 centimes plus cher que le standard, avec un prix de départ stationnant autour de 1,10 €/kg.